# Bylakuppe
Bylakuppe (Kannada: ಬೈಲಕುಪ್ಪೆ Bailakuppe) ist ein Ort im Distrikt Mysuru des südindischen Bundesstaats Karnataka. 
In Bylakuppe befinden sich die beiden einander benachbarten tibetischen Flüchtlingssiedlungen Lugsum Samdupling (gegründet 1960) und Dickyi Larsoe (gegründet 1969). Die nächstgelegene Stadt ist Kushalnagar im Distrikt Kodagu.

## Bevölkerung
Das Dorf Bylakuppe hat nach der indischen Volkszählung 2011 rund 1.900 Einwohner. Nicht mitgezählt sind hierbei die Einwohner der tibetischen Flüchtlingssiedlungen. Die Flüchtlingsbevölkerung umfasst etwa 10.000 Exil-Tibeter. Die Siedlungen wurden auf Land gebaut, das die indische Regierung (Premierminister Nehru, Chief Minister S. Nijalingappa) für die Neuansiedlung tibetischer Flüchtlinge zur Verfügung gestellt hatte, die in den 1950er und 1960er Jahren nach Indien kamen. Sie bestehen aus einer Reihe von nahe beieinander liegenden kleinen Lagern / landwirtschaftlichen Siedlungen und besitzen eine Anzahl von Klöstern und Tempeln aller großen tibetisch-buddhistischen Traditionen. Ihre bedeutendste ist die große Klosteruniversität Sera, sowie das kleinere Tashilunpo-Kloster (beide in der Tradition Gelugpa) und das Namdroling-Kloster (in der Nyingma-Tradition).